# 種市幸祐
種市 幸祐（たねいち こうすけ、1987年12月22日 - ）は、日本の男子プロバスケットボール選手である。ポジションはSG、PG。

## 来歴
静岡県出身。飛龍高校から日本大学に進み、卒業後、レノヴァ鹿児島（現：鹿児島レブナイズ）に加入。
2011年、レバンガ北海道に移籍。
2015年、レバンガ北海道を退団。同年、bjリーグドラフト会議で群馬クレインサンダーズに1巡目指名を受ける。
2018年オフ、バンビシャス奈良に移籍。2021-22シーズン限りで引退。

## 経歴
- 飛龍高 - 日大 - レノヴァ鹿児島 - レバンガ北海道 - 群馬クレインサンダーズ - バンビシャス奈良（2018 - 2022）